# Бабкин, Николай Александрович
Николай Александрович Бабкин (род. 1921 год) — советский латвийский партийный и государственный деятель. Депутат Верховного Совета Латвийской ССР 3, 6, 8 — 9 созывов. Член ЦК КП Латвии.
Окончил Харьковский институт механизации и электрификации сельского хозяйства. С 1941 года — начальник цеха, технический руководитель Сталинградского лесозавода. С 1942 года участвовал в Великой Отечественной войне. В 1944 году вступил в ВКП(б).
С 1945 года — заместитель директора, директор машинно-технической станции, заместитель начальника Управления сельского хозяйства Даугавпилсского областного исполкома. Затем — директор Таборской, Лауцесской МТС, Даугавпилсской машинно-мелиоративной станции (1955—1961), второй, первый секретарь Даугавпилсского райкома партии (1961—1962).
С 1962 года — председатель Республиканского объединения «Латвсельхозтехника».
Избирался членом ЦК КП Латвии, депутатом Верховного Совета Латвийской ССР 3, 6, 8 — 9 созывов.